# 約翰·保羅·瓊斯 (音樂家)
約翰·保羅·瓊斯（英語：John Paul Jones，1946年1月3日—），本名約翰·鮑爾溫（英語：John Baldwin），英國音樂家、作曲家、編曲人和唱片製作人，英國搖滾樂團齊柏林飛船的貝斯手、曼陀林手和鍵盤手。

## 歌曲
他的歌曲Sad Eyes(1979年)曾被台灣著名女歌手黃鶯鶯翻唱(收錄於1980年Portrait英文專輯第一首)

## 外部連結
- 約翰·保羅·瓊斯官方網站 （页面存档备份，存于）
- 齊柏林飛船官方網站 （页面存档备份，存于）